# 查爾斯·克萊門特

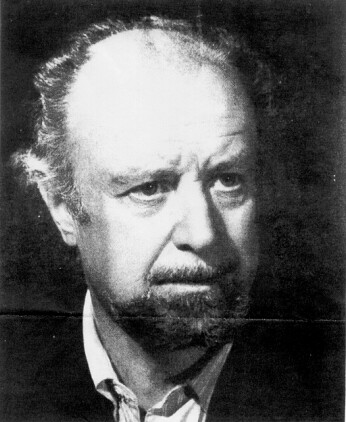
查爾斯·法吉斯·克萊門特

查爾斯·法吉斯·克萊門特（Carles Fages de Climent，1902年—1968年），西班牙加泰羅尼亞恩波達地區的著名作家、詩人和記者。1902年5月16日出生於菲格拉斯，在菲格拉斯高中，他遇見見了畫家薩爾瓦多·達利，他們就成為終身的友誼。 

## 法吉斯與達利
從1924年之後，查爾斯多次與他的朋友和同學薩爾瓦多·達利合作。1954年他著作了 《鞋匠之敘事曲》("La balada del Sabater d'Ordis") 也寫作了尾聲。